# Hàrthama ibn Àyan
Hàrthama ibn Àyan fou un militar i governador abbàssida nadiu del Khurasan.
Fou partidari d'Issa ibn Mussa durant el regnat d'al-Mansur (754-775) va ser empresonat; no va tenir cap paper durant el govern d'al-Mahdí (775-785) però sota Al-Hadi (785-786) va esdevenir un dels seus homes de confiança, i li va encarregar l'assassinat del seu germà Harun ar-Raixid, que fou evitat per la intervenció de la mare d'aquest al-Khayzuran que es creu que va enverinar a al-Hadi. Llavors Harthama fou la persona que va alliberar a Harun al-Rashid de la seva presó i va participar en la seva coronació. El nou califa agraït li va confiar el govern de Palestina, Egipte (794-795) i després el d'Ifríqiya (795-797); va posar fi a una revolta a Egipte (795).
Fou cridat a Bagdad per assolir el comandament de la guàrdia reial a les ordes del visir Jàfar ibn Yahya al-Barmakí. En aquest càrrec va participar en la detenció dels barmàquides i va esdevenir un dels principals caps militars.
Quan es va produir la rebel·lió de Rafi ibn al-Layth al Khurasan (a Samarcanda el 806), fou enviat com a governador militar a aquesta província que governava el germà del califa Abu-Jàfar Abd-Al·lah (després fou el califa Al-Mamun 813-833) i era a Samarcanda quan va morir Harun ar-Raixid (809). Durant la guerra civil dels abbàssides va donar suport al seu senyor immediat, Abu-Jàfar Abd-Al·lah, i juntament amb Tahir ibn al-Husayn va rebre el comandament de les tropes que van atacar Bagdad l'agost del 812. Tot i que era fidel a al-Mamun va intentar que el seu germà al-Amín pogués fugir, però els soldats de Tahir el van capturar quan fugia en vaixell.
Després es va produir la revolta de l'alida Abu-s-Saraya aix-Xaybaní (814). Hàrthama, ja estava de camí de tornada cap al Khurasan, però cridat per fer front a la revolta (815) va tirar enrere i es va enfrontar a Abu l-Saraya a Kasr Ibn Hubayra (maig/juny del 815) i el va derrotar. Les forces alides van quedar assetjades a Kufa, on una part de la població no els era pas favorable. El 26 d'agost del 815 Abu l-Saraya va fugir de la ciutat amb 800 cavallers i es va dirigir a Susa però el governador del Khuzestan Al-Hasan ben Ali al-Maymuni li va barrar el pas i el va derrotar, quedant ferit, i les seves forces foren dispersades. Va intentar arribar a Ras al-Ayin, on tenia una casa, però fou capturat a Djalula per Hammad al-Khundaghush que el va fer presoner i el va enviar a Hasan ben Sahl que en aquell moment estava a Nahrawan, el qual el va fer decapitar el 18 d'octubre del 815. El seu cos fou penjat al pont de Bagdad. Harthama doncs va tenir un paper decisiu en el restabliment de la tranquil·litat al Iraq.
Llavors fou nomenat governador d'Aràbia i Síria però va renunciar al càrrec i va retornar al Khurasan disposat a reassumir el seu càrrec de governador. Un enfrontament amb el visir al-Fadl ibn Sahl ibn Zadhanfarukh, acusat per Harthama de tirà, va provocar el seu empresonament amb aprovació del califa, i el visir el va fer matar pocs dies després (juny del 816). El seu fill Hatim ben Harthama, governador d'Armènia, es va revoltar, però va morir abans de poder consolidar el moviment.